# Лазарев, Христофор Екимович
Христофор Екимович (Иоакимович) Лазарев (1789—1871) — русский горнопромышленник армянского происхождения. Камергер (1839),  действительный тайный советник (1871).

## Биография
Последний представитель богатого армянского рода: сын Екима (Иоакима) Ивановича Лазарева от брака с Анной Сергеевной Ивановой (1766—1820). Племянник Ивана Лазарева, брат Лазаря Лазарева. С 1805 по 1808 годы учился в немецком училище Св. Петра.
Затем окончил в 1812 году Педагогический институт. Служил в министерстве иностранных дел Российской империи. Состоял в звании камергера при генерал-адъютанте графе А. Х. Бенкендорфе по особым поручениям. С 1858 года был почётным попечителем Лазаревского института. Имел много наград, в числе которых ордена Святой Анны 2-й (1827) и 1-й (1853) степеней, Святого Станислава 1-й степени (1844) , Святого Владимира 2-й степени (1857), Белого орла (1865), а также прусский орден Святого Иоанна Иерусалимского (1816) и персидский орден Льва и Солнца (1865).
По завещанию отца Лазарев управлял родовым имением в Пермской губернии, с 1828 по 1858 годы принадлежавшим ему вместе с братом Иваном; затем до 1871 года был единоличным владельцем имения и заводов. Под его управлением развивались предприятия Чёрмозского горно-заводского округа. В 1830-х годах на Чёрмозском заводе были проведены успешные опыты по применению горячего дутья в производстве чугуна, построены паровая воздуходувка на четыре горна и отражательные печи для переплавки крупного чугуна. В 1840 году было введено пудлингование. Уже в 1840-х годах о Чёрмозских заводах отзывались как о самых благоустроенных предприятиях на Урале. Ниже по течению реки Чёрмоз Х. Е. Лазарев построил Чёрмозский нижний железоделательный завод, названный им в честь жены Екатерининским.
Этот завод являлся подразделением основного Чёрмозского завода, перерабатывая его чугун в железо. На новом предприятии была построена плотина высотой около трёх метров, способная пропускать барки с продукцией, листокатальная фабрика с четырьмя молотами, резным и листопрокатным станами, приводимыми в движение водяными колёсами и турбиной.
В начале 1860-х годов основные средства завода составляли две доменные печи, вагранка, по шесть кричных горнов и молотов, 14 водяных колес общей мощностью в 175 л. с. и 7 паровых машин мощностью в 132 л. с. Продукция предприятий Лазарева, в том числе и резное кричное железо Палазнинского завода, были представлены на Международной промышленной выставке в Лондоне. Болезнь вынудила Христофора Екимовича отойти от дел, и 6 декабря 1862 года он передал управление Пермским имением и заводами своему зятю — князю С. Д. Абамелеку. Кроме промышленной, занимался на Урале культурно-просветительской и благотворительной деятельностью.
Умер в 1871 году в Санкт-Петербурге, похоронен в церкви Вознесения Христова на Смоленском армянском кладбище.

## Семья

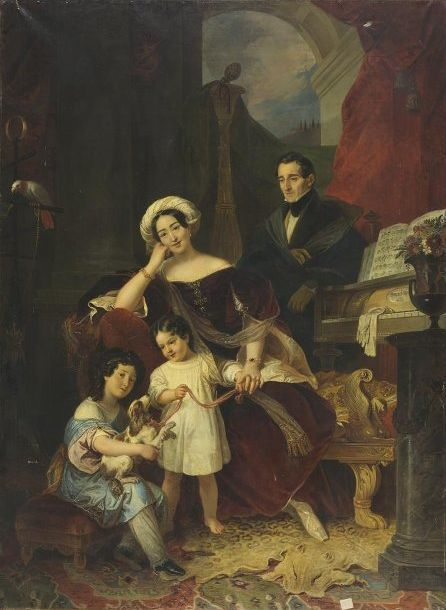
Лазарев с женой и дочерьми Анной и Лизой в Риме (1837)

Жена (с 1819) — Екатерина Манук-Бей (1806—1880), дочь Эммануила Манук-бея Мирзояна, друга семьи Лазаревых. Вместе с мужем была знакома с Пушкиным. В апреле 1834 года поэт и Х. И. Лазарев представлялись императрице Александре Фёдоровне. В своем доме на Невском проспекте Лазаревы давали великолепные балы, на которые собиралась вся администрация и дипломатическая знать. По словам барона М. А. Корфа, дом их вошёл в моду с одной стороны благодаря их богатству, а с другой — графу А. Х. Бенкендорфу, который имел интригу с Екатериной Эммануиловной и для знакомства с которым все к ним ездили. Впрочем, по замечанию мемуариста, со временем страсть графа остыла, а привычка общества ездить к Лазаревым сохранилась, все у них бывали, а их никто к себе не звал. После смерти мужа вместе с тремя дочерьми стала наследницей всего имущества. Похоронена рядом с мужем и сыном в церкви Св. Воскресения Христова на Смоленском армянском кладбище. Дети:
- Мария (1822—1912), замужем за графом Михаилом Евстафиевичем Ниродом (1815—1871).
- Анна (1830—1895), замужем за двоюродным братом, графом Иваном Давыдовичем Деляновым (1818—1897).
- Елизавета (1832—1902), замужем за двоюродным братом, князем Семён Давыдович Абамеликом (1815—1888). После кончины тестя, последнего представителя фамилии Лазаревых в мужском колене, князю Абамелику в 1873 году, по прошению жены, было дозволено именоваться князем Абамелик-Лазаревым. Основным наследником Христофора Екимовича был их сын Семён.
- Александра (1838—27.01.1839)
- Иван (12.05.1844—26.11.1850)

Дети
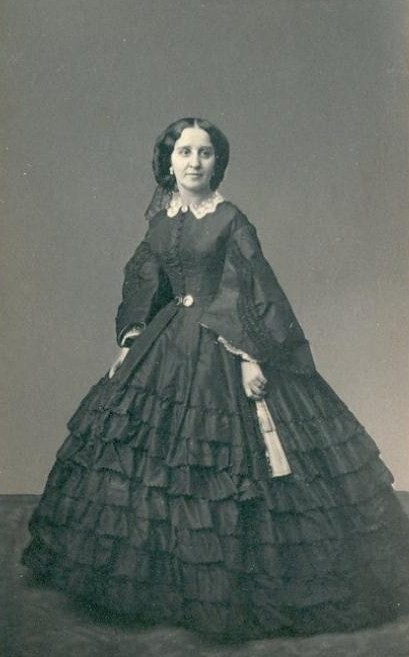
Мария
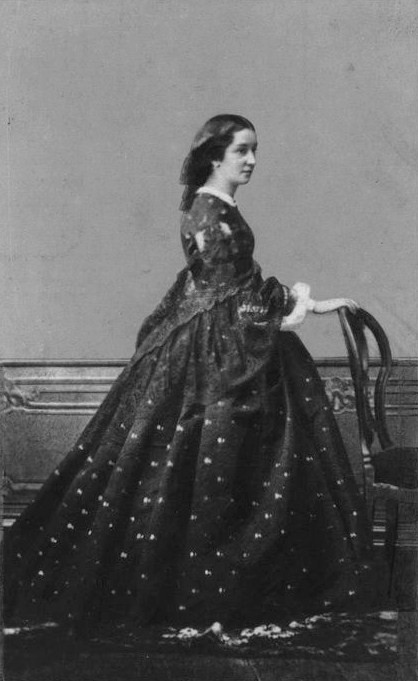
Елизавета
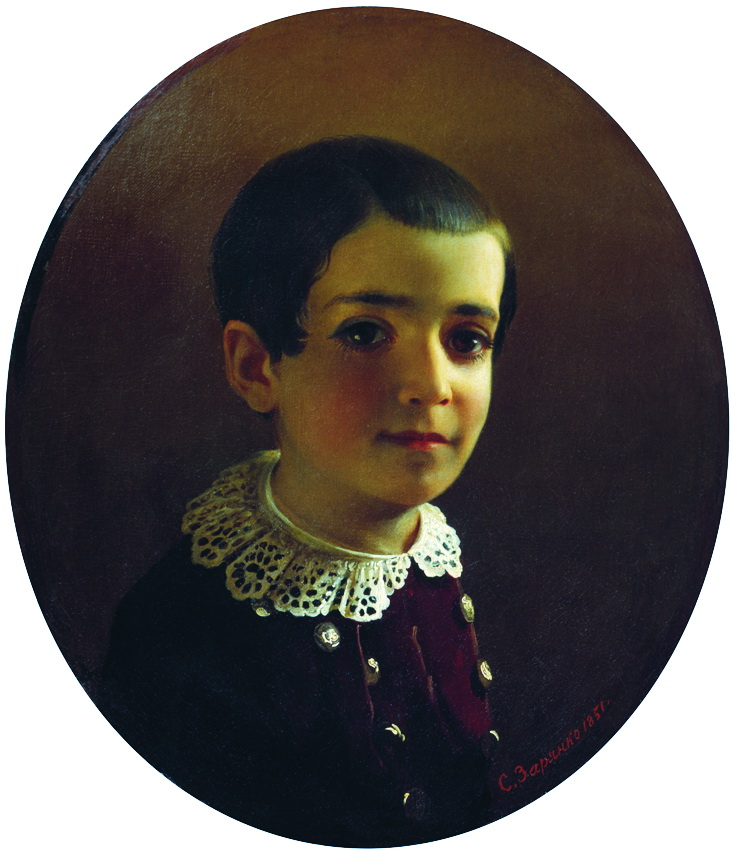
Иван